# سوق حباشة (كتاب)
 سوق حباشة - دراسة علمية ميدانية: كتاب من تأليف الباحث البلداني سعد بن علي الماضي. يشرح الكتاب بالتفصيل كل ما يتعلق بسوق حباشة، التي كانت إحدى الأسواق الموسمية العامة في الجاهلية والعصر الذهبي من الإسلام، وأكثرها غموض. وقد بين الكتاب خصائص السوق وموقعه ومكانه وأصحابه.

## نبذة الناشر
تفخر سوق حباشة وأرض بارق بشرف عظيم؛ حين زارها النبي الكريم صلى الله عليه وسلم متاجرًا في مال السيدة خديجة بنت خويلد – رضي الله عنها - ومن حق هذا السوق الاهتمام بشأنها، حيث تعد معرفتها إسهاماً في معرفة أحداث السيرة النبوية الشريفة قبل البعثة.
من هنا جاء اهتمام الكاتب سعد بن علي الماضي في البحث عن هذه السوق (سوق حباشة) وتقديم دراسة علمية ميدانية عنها، بعد أن غاب حديث أسواق العرب، ومن بينها سوق حباشة، عن أسماع العرب في جزيرتهم قروناً، وانقطاع نشاط سوق حباشة قبل عصر التدوين، في حواضر العالم الإسلامي.
فجاء هذا الكتاب ليعيد للمكان بريقه من النشأة وإلى اليوم، يقول المؤلف: «إننا حين نقولبُ فكرة نشأة سوق حباشة في قالب نشأة سوق عكاظ، نخرج بمنطق مقبول، وهو أن سوق حباشة كانت سوقًا للأزد، هم الذين ابتدعوها، في موقعٍ ما من ديارهم ... وإذا قامت على المنافرات والمفاخرات في بدء أمرها، فإن حباشة قامت على التحبيش، وهو التجمع، واشتقّ اسمها من تجمع تلك الجماعات التي لا تجمعها قبيلة واحدة، فكان تنافر أنسابهم وبلدانهم وألسنتهم ...».

## فصول الكتاب
يتكون الكتاب من ستة فصول، وهي :
- الفصل الأول: سوق حباشة وأخباره في المصادر القديمة.
- الفصل الثاني: سوق حباشة في كتابات الباحثين المعاصرين.
- الفصل الثالث: بارق: نسبهم بلادهم وكتاب رسول الله صلى الله عليه وسلم لهم.
- الفصل الرابع: الطرق التجارية ومسالكها بين مكة وجنوب جزيرة العرب وعلاقتها ببارق.
- الفصل الخامس: رحلات البحث الميدانية.
- الفصل السادس: تحقيق موقع سوق حباشة.

## فهارس الكتاب
يتكون الكتاب من فهارس، هي:
- فهرس الجداول.
- فهرس الخرائط والصور.
- فهرس الأعلام.
- فهرس البلدان والأماكن.

## خلاصة الكتاب
لخص المؤلف في كتابه، بأن البحث عن موقع حباشة ليس بالأمر الهين، لندرة الحديث عن السوق في المراجع والمصادر، كما أن الذين تحدثوا عنه، نقلوا نقولًا بعد خراب السوق، ثم إن حادثة مقتل خندق الأسدي ورثاءه في هذه السوق، دلت على ما يمكن أن يضيف شيئًا في تحديد السوق.
ثم تطرق المؤلف الى استقراء واقع سوق حباشة من واقع سوق عكاظ، لتشابه أسواق العرب، وما يفعله العرب فيها. ذكر المؤلف بأنه لا بُدّ للسوق من علامات يستدل به القادمون إليها، ولم تعدم سوق حباشة هذه العلامات، حيث تم تحديد موقع السوق من ناحية متوسطة مائلة الى الغرب، أي نحو الجنوب الغربي من خبت آل حجري اليوم، وحث علماء الآثار بأن يقوموا بمهمتهم في البحث عن السوق.

## توصيات الكاتب
ذكر المؤلف توصيات عديدة لبعض الجهات ذات العلاقة والباحثين:
- حث الهيئة العامة للسياحة والتراث الوطني، على القيام بمسئولياتها تجاه السوق.
- إرسال الجامعات ذات الفروع المتخصصة بالآثار، فِرَقًا، للبحث عن السوق.
- تسجيل سوق حباشة في الموسوعات العالمية والبحوث العلمية.
- تحديد سوق حباشة على غرار سوق عكاظ.
- حث الباحثين على عدم خضوع علم الأنساب للتأويلات والآراء.

## أنظر أيضًا
- سوق حباشة